# Boeing 787
Boeing 787 Dreamliner je americký dálkový dvoumotorový proudový širokotrupý dopravní letoun vyráběný společností Boeing. Jeho varianty pojmou 242 až 330 cestujících v typických dvoutřídových konfiguracích. Jedná se o první dopravní letadlo s drakem konstruovaným primárně z kompozitních materiálů a byl navržen tak, aby byl o 20 % úspornější než Boeing 767, který postupně nahradil. Mezi charakteristické rysy modelu 787 patří převážně elektronické letové systémy, zahnuté konce křídel a tzv. "chevrony" na motorových gondolách snižující hluk.
Počáteční označení letounu bylo 7E7, než došlo v lednu 2005 k přejmenování. První Boeing 787 byl slavnostně představen 8. července 2007 v továrně Boeing v Everettu. Vývoj a výroba modelu 787 zahrnovala rozsáhlou spolupráci s mnoha dodavateli po celém světě. K finální montáži dochází v továrnách Boeingu v Everettu ve státě Washington a ve městě North Charleston v Jižní Karolíně. Projekt původně počítal s uvedením do provozu v květnu 2008, ale zaznamenal několik zpoždění. První let se uskutečnil 15. prosince 2009 a letové testy byly dokončeny v polovině roku 2011. Celý program Boeingu 787 stál údajně společnost 32 miliard dolarů. K červnu 2025 bylo dodáno 1189 letadel.
V srpnu 2011 byla letounu udělena konečná certifikace úřady FAA a EASA a první Boeing 787–8 byl dodán v září 2011. Do komerční služby vstoupil 26. října 2011 s prvním zákazníkem All Nippon Airways. Varianta 787-9 je o 6,1 m (20 stop) delší, má o 830 km větší dolet než -8 a poprvé vzlétla v září 2013. Dodávky varianty 787-9 začaly v červenci 2014, do komerční služby vstoupila 7. srpna 2014 se společností All Nippon Airways a po dvou dnech u Air New Zealand. Další prodloužená varianta 787-10 je o 5,5 m (18 stop) delší než -9, poprvé vzlétla v březnu 2017 a 3. dubna 2018 vstoupila do služby u Singapore Airlines.
Po uvedení do provozu měly některé Dreamlinery technické potíže s Li-Ion bateriemi, včetně jejich vznícení a jiné poruchy. Tyto systémy byly zkoumány FAA i Japonským úřadem pro civilní letectví. V lednu 2013 FAA vydala směrnici, která ve Spojených státech uzemnila všechny Boeingy 787 a další úřady civilního letectví následovaly. Poté, co společnost Boeing dokončila testy přepracovaných baterií, FAA konstrukci schválila, v dubnu 2013 bylo uzemnění zrušeno a ve stejný měsíc došlo k vrácení do provozu. Letečtí experti tyto závady nepovažují za něco neobvyklého, neboť u nově zaváděných letadel se problémy objevují téměř pokaždé.

## Vývoj

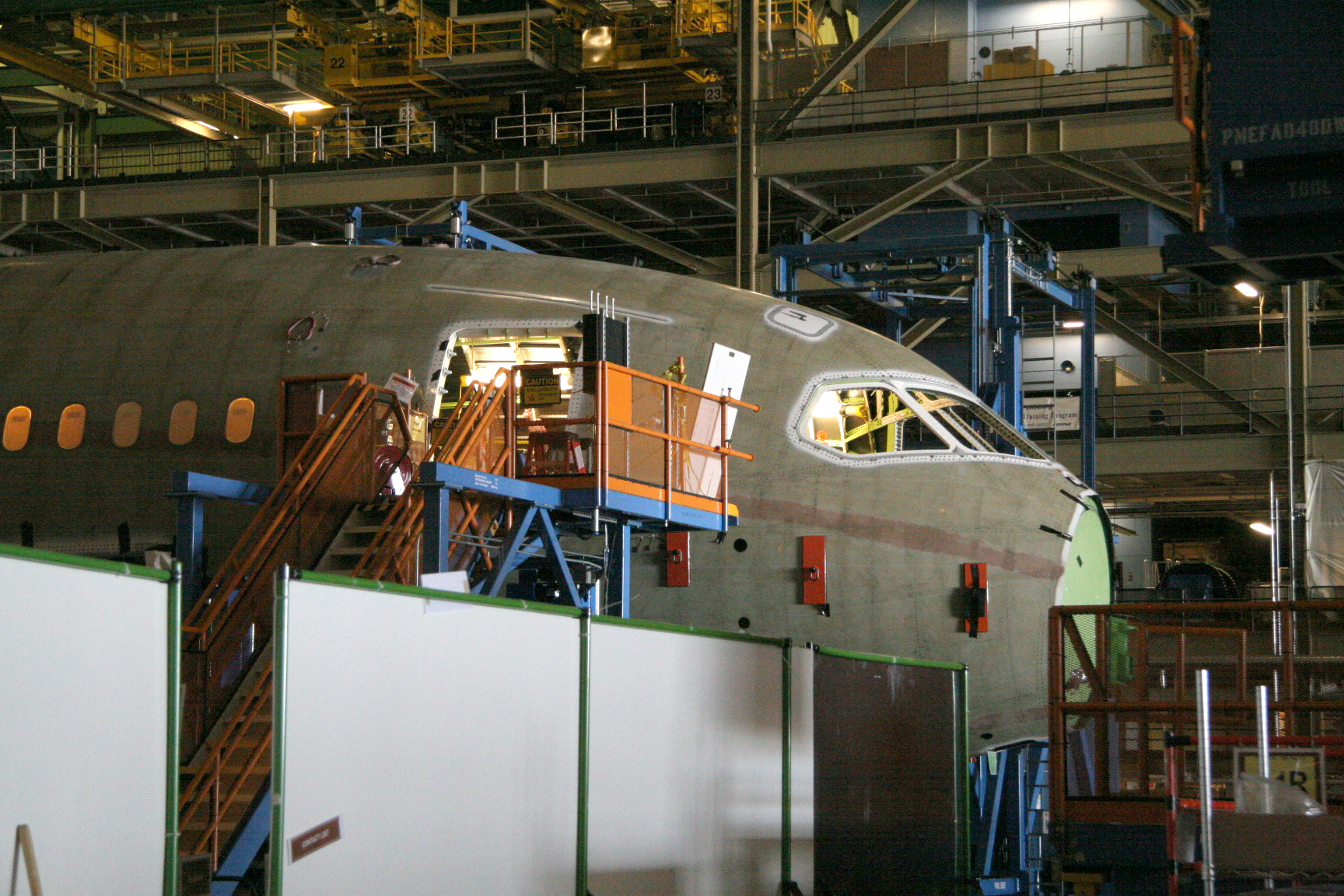
Montáž "Section 41", nosní sekce Boeingu 787

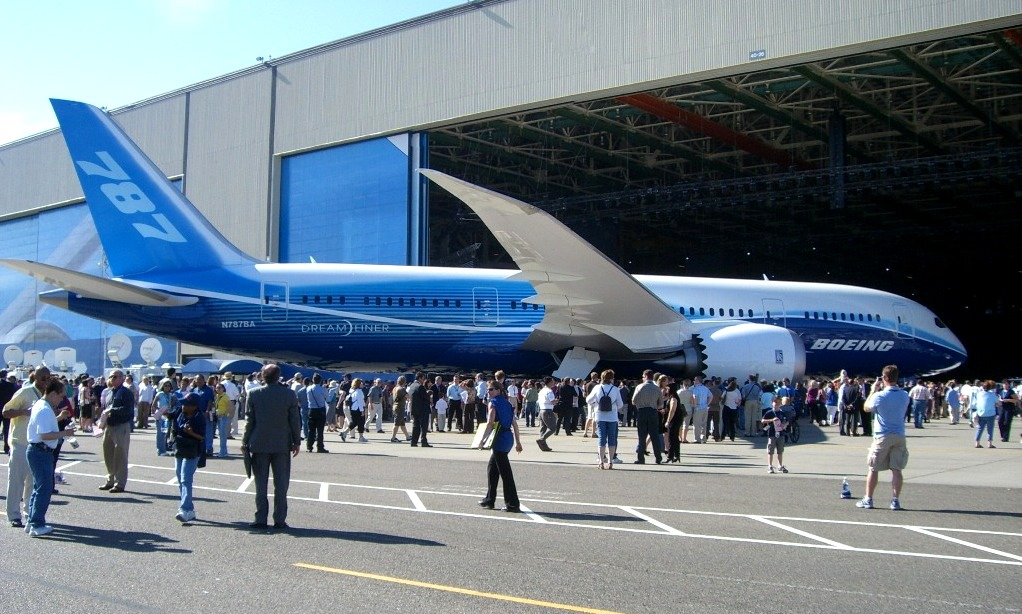
Poprvé na veřejnosti 8. července 2008

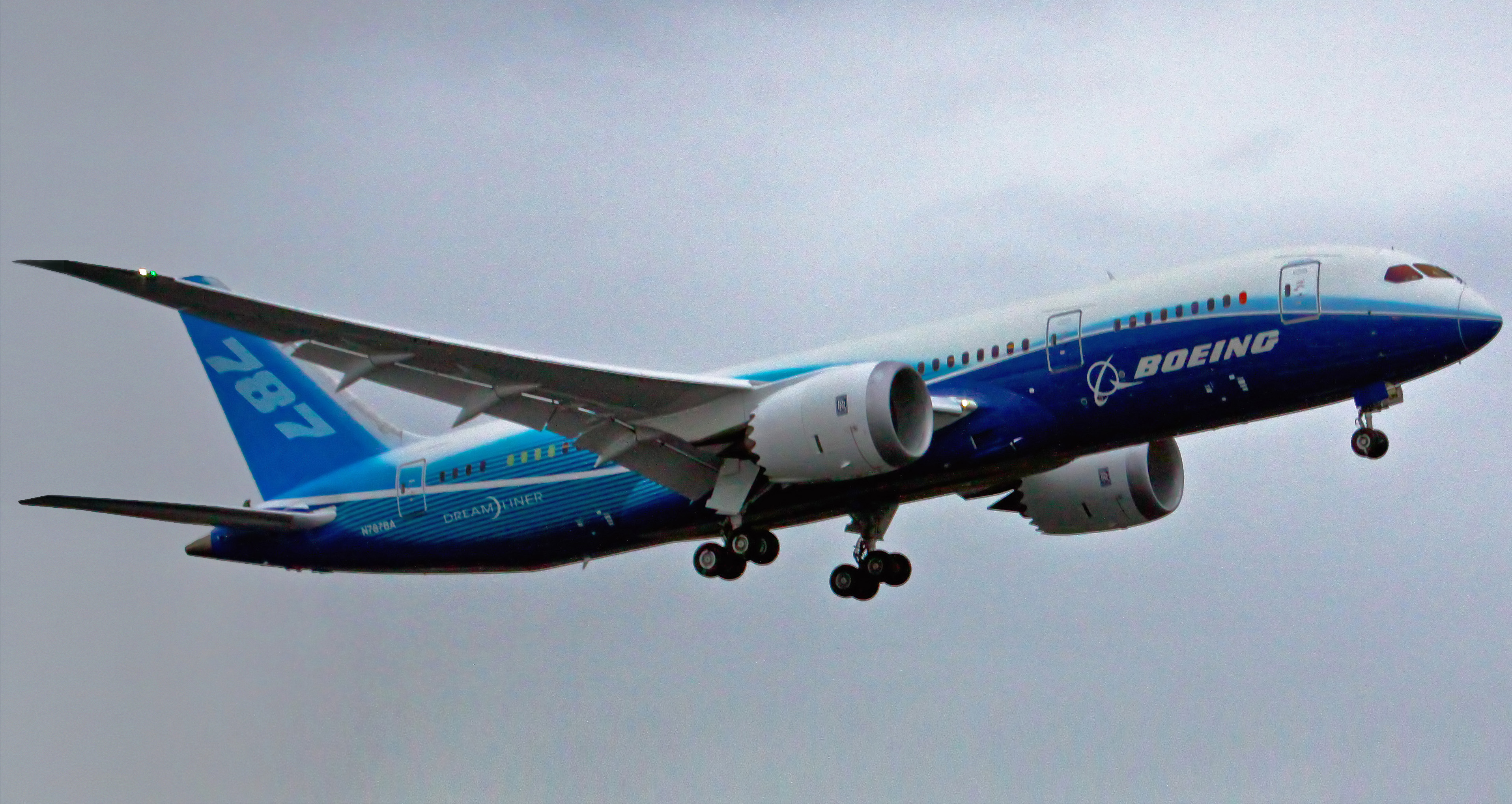
Boeing 787 Dreamliner při svém prvním letu

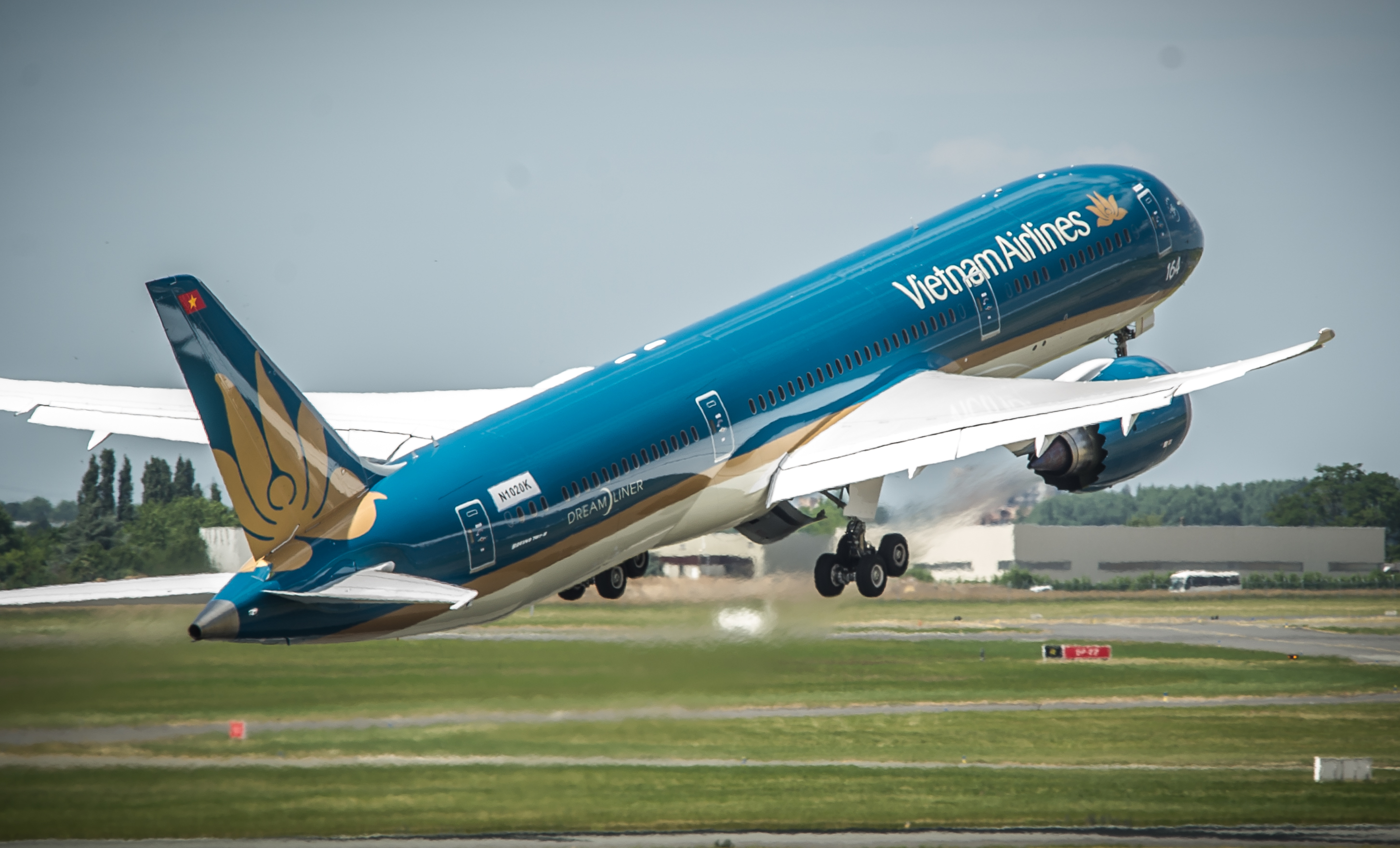
Vzlétající Boeing 787-9 společnosti Vietnam Airlines

Studie nové rodiny letadel se zrodila v 2. polovině 90. let, kdy Boeing úspěšně uvedl do provozu model Boeing 777 a začal prodávat Boeing 737 Next Generation (verze 600, 700, 800, 900). Projekční týmy Boeingu pracovaly na nových variantách typu Boeing 747 a pokračovaly na vývoji většího B 747X jako konkurenta pro Airbus A380. Ale ani trh supervelkých nebo trh malých letadel nepředstavoval pro Boeing výzvu na výraznou inovaci. Místo toho se Boeing zaměřil na objevenou příležitost ve střední kategorii. Toto rozhodnutí bylo logické, vzhledem k tomu, že kategorii 180–300 místných proudových letadel Boeing pokrýval velmi úspěšnou dvojicí letadel Boeing 757 a Boeing 767. Tato spolehlivá dvoumotorová letadla uvedl Boeing na trh začátkem 80. let a pro Boeing byly mimořádně úspěšnými projekty. Postupem času byla tato dvojice v konkurenci s lepšími a modernějšími modely letadel. Boeing 757 byl kanibalizovaný nově vedeným prodlouženým modelem Boeing 737-800 a model 767 musel odrážet útoky ze strany populárního modelu Airbus A330. Boeing se pokusil sice zvrátit vývoj uvedením prodloužené varianty 767-400, ten si však objednali v počtu 37 kusů jen dva zákazníci (21 Delta Airlines, 16 United Airlines).
V lednu 2001 Boeing vydal zprávu, že zkoumá nové směry ve vývoji nových modelů pod označením "Project 20XX" Prohlášení bez jakýchkoliv nákresů a podrobností vyvolalo mnoho dohadů až mýtů. Objevily se domněnky, že Projekt 20XX směřuje ke stroji s křídly ve tvaru delta, který se bude podobat letadlu Concorde.
29. března 2001 Boeing odhalil pravdu, když představil letadlo velikosti Boeingu 767 s neobvyklou konfigurací s motory instalovanými v zadní části a s doletem přes 8000 mil. To co vyvolalo pozornost však nebyla konfigurace, dolet nebo velikost. Hlavní zbraní tohoto modelu měla být rychlost. Cestovní rychlost letadla měla dosahovat 95–98 % rychlosti zvuku (Mach 0,95–0,98), což by umožnilo zkrátit dobu letu z Londýna do Singapuru o 3 hodiny nebo při letu z Londýna do Sydney až o 5 hodin. Koncept dostal označení "Sonic Cruiser". Letadlo mělo létat o 15–20 % rychleji než současné typy při provozních nákladech modelu Boeing 767.
První trhlina v konceptu Sonic Cruiser se objevila v červnu 2001 na aerosalonu v Paříži. Environmentální kruhy, frustrované odmítnutím Kjótského protokolu ze strany americké vlády, začaly vykreslovat nepříznivé ekologické vlivy vysokorychlostního konceptu Sonic Cruiser. Tyto hlasy završil otevřený dopis Evropské komisařky pro životní prostředí Margot Wallström, který zaslala exekutivě Boeingu. Avšak rozhodujícím momentem pro projekt Sonic Cruiser byl útok teroristů 11. září 2001 a následné problémy leteckých společností. Studie proveditelnosti projektu Sonic Cruiser byla problematická. Průzkum mezi aeroliniemi ukázal, že nevěří možnosti získat dostatek cestujících platících mírně vyšší jízdné za rychlost a obávají se ekonomické návratnosti poměrně drahého stroje.
To byl ideální čas na to, aby Boeing představil projekt Yellowstone, na kterém se ve vší tichosti pracovalo souběžně s projektem Sonic Cruiser. Projekt Yellowstone byl spolu s konceptem Sonic Cruiser součástí studie "Project 20XX", jehož hlavním záměrem bylo prozkoumat vliv pokročilých výrobních technologií, nových materiálů, designu a systémů pro výrobu vysokorychlostního letadla v porovnání s konvenčními technologiemi.
Boeing vytvořil projekt Yellowstone jen jako referenční model, na kterém chtěl demonstrovat přínos nových technologií ve srovnání s řadou modelů Boeing 767 a následně chtěl vyčíslit přínosy rychlejšího letadla, na kterém měly být použity nové technologie. Od roku 2001 Boeing začal prezentovat model z projektu Yellowstone jako "environmentálně optimalizovaný", protože použití technologií uvažovaných pro Sonic Cruiser nabídlo výrazné zlepšení vlastností i pro letadla konvenční stavby.
Zatímco světové aerolinie pochybovaly o přidané hodnotě vyšší rychlosti, přišlo v roce 2002 sdělení společností British Airways a Air France o ukončení provozu nadzvukového letadla Concorde z ekonomických důvodů. V Boeingu však stále neměli jasno, zda se ubrat cestou vyšší rychlosti, nebo začít vyvíjet environmentální optimalizované a vysoce efektivní letadlo. Proto na konci roku 2002 předložily aeroliniím k posouzení až tři koncepty letadla Sonic Cruiser a jeden koncept letadla, které se podobalo Boeing 767 a Boeing 777 se šikmými konci křídel, na kterém byly z velké části využity kompozity a nové motory s vysokým obtokovým poměrem s vysokou efektivností. Aerolinie daly přednost efektivitě před rychlostí.
První provozovatelem typu 787 se v Evropě stala společnost LOT v roce 2012.

## Konstrukce
Design představuje lehkou konstrukci. Letoun je z 80% z kompozitu. Boeing uvádí materiál co do hmotnosti 50 % kompozitu, hliník z 20 %, 15 % titan, 10 % ocel a 5 % ostatních. Hliník je použit u křídel a náběžných hran ocasních ploch; titan hlavně v motorech a spojovacích prvcích a ocel na různých místech.
Varianta 787 pro nejdelší lety je schopna doletět 14 800 až 15 700 km (8 000 až 8 500 námořních mil), což stačí na let z Los Angeles do Bangkoku nebo z New Yorku do Hongkongu. Jeho cestovní rychlost je 0,85 Machu (ekvivalent 903 km/h; 561 mph; 487 uzlů) v typických letových hladinách.

### Kompozitní materiály

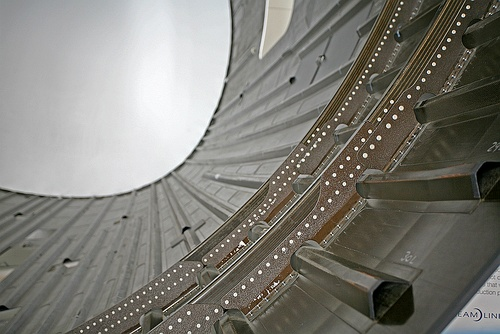
Kompozitní trup Boeingu 787

V konstrukci modelu 787 je místo tradičních kovů (např. hliník) použito ve velké míře uhlíkových vláken.
Tento moderní materiál, který se začal používat při konstrukci automobilů a hi-tech vojenské letecké techniky, má proti kovům řadu výhod: při zachování přibližně stejné pevnosti je znatelně lehčí a mnohem pružnější. Model 787 tak bude celkově lehčí a ne tak robustní konstrukce jako předchozí modely. S hmotností letounu souvisí i očekávaná menší spotřeba paliva – až o 20 % proti modelu 767. Podstatnou výhodou kompozitních materiálů je také to, že nepodléhají korozi. Uhlíková vlákna jsou nicméně na rozdíl od kovů křehčí a při kritickém přetížení (např. při leteckém neštěstí) se místo deformací (které lze očekávat u kovových konstrukcí) tříští. Další otázkou  je odolnost konstrukce letounu z uhlíkových vláken vůči blesku. Zatímco kovová konstrukce se zachová jako Faradayova klec, uhlíková vlákna tuto schopnost nemají, proto je trup tvořen z vrstev a má v sobě měděnou fólii nebo síťku.
Defekty ve struktuře karoserie z uhlíkových vláken navíc nemusejí být tak zřetelné jako v případě kovové konstrukce a namísto pravidelných vizuálních kontrol letounů by se musely použít drahé postupy (např. na bázi ultrazvuku), které vyžadují nová zařízení a jejich obsluhu a v některých případech nebudou možné bez rozebrání (částí) letounu.[zdroj?]

#### Stanovisko úřadů
Úřady jako Federal Aviation Administration si ve věci těchto otázek vyžádaly další testy, které s velkou pravděpodobností budou pro Boeing znamenat zdržení dodávek nejenom modelu 787, ale všech modelů s konstrukcí z uhlíkových vláken.

### Motory
Letoun může být dle požadavků zákazníka vybaven buď motory Rolls-Royce Trent 1000 nebo General Electric GEnx.

### Interiér

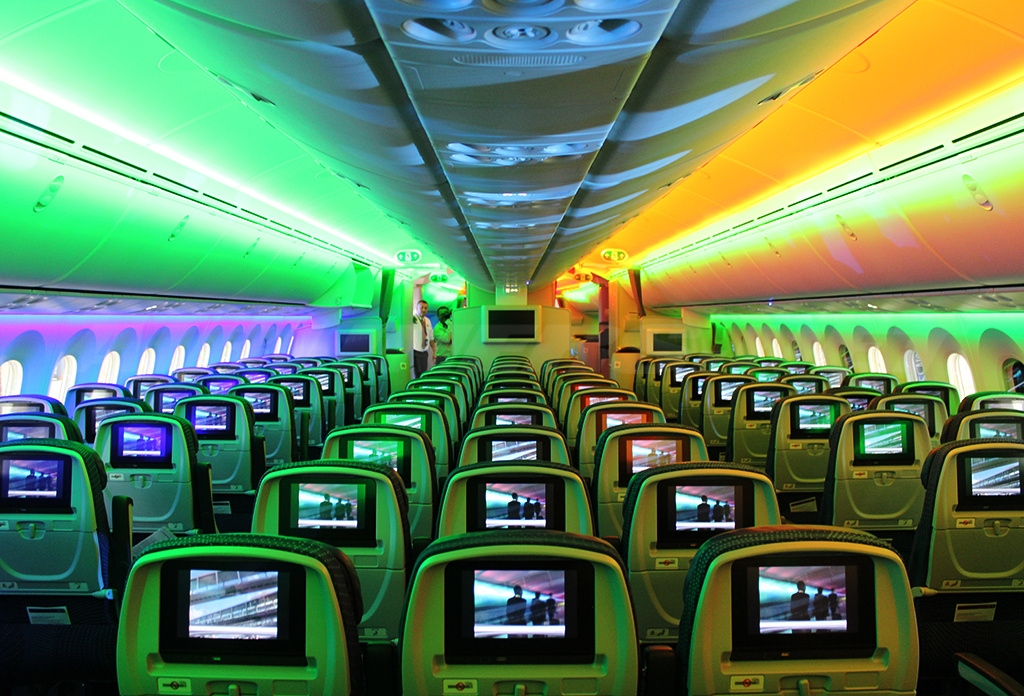
Interiér Dreamlineru společnosti Aeroméxico

### Kabina
Nová okna, která jsou jednou z hlavních novinek tohoto letadla, se již nezatahují roletkou, ale elektronicky se zatemňují. Mezi dvěma vrstvami skla se nachází speciální materiál, který mění své optické vlastnosti (v tomto případě propustnost světla) v závislosti na elektrickém poli, kterému je vystaven. Doba úplného zatemnění je přibližně 20 sekund. Okna nelze zatemnit úplně, značná část světla z venku stále oknem proniká. Oproti konkurenčním modelům jsou okna také mnohem větší - jejich rozměry jsou 27 cm na šířku a 47 cm na výšku.
Oproti předchozímu modelu byl také zvětšen prostor kolem sedadel.

## Varianty

Porovnání velikostí Boeingu 787-8 (černý obrys) s Boeingem 777-300 (šedá), 767-300 (modrozelená), a 737-800 (modrá).

### 787-3
Verze určená původně pro lety na kratší vzdálenosti s větší kapacitou (290 míst s dvěma třídami). Tato verze byla pro malý zájem zrušena, dvěma japonským zájemcům byla místo ní nabídnuta základní verze 787-8.

### 787-8
Boeing 787-8 s typickou kapacitou 242 pasažérů a s doletem 13 621 kilometrů je základní model řady Boeingů 787. Byl poprvé spuštěn do provozu v roce 2011, tento typ má nahradit typ Boeing 767 verze 200 a 300.

### 787-9
Boeing 787-9 je prodloužená (o 6,1 metrů) verze základního Boeingu 787-8 se stejným rozpětím křídel. Nahrazuje Boeing 767-400 a konkuruje například typu Airbus A330. První let Boeingu 787-9 se uskutečnil 17. září 2013, první komerční let se uskutečnil již rok poté 7. října 2014 u společnosti All Nippon Airways.

### 787-10
Tento typ je nejdelší verzí B787 s kapacitou 310–330 pasažérů (podle počtu cestovních tříd). Kapacitou se podobá typu Boeing 777-200 a konkuruje typu Airbus A350-900, A330-300 a A340. Délka trupu činí 68,3 metrů (což je o 11 metrů více než u verze 787-8), rozpětí křídel je stejné.

## Uživatelé
Seznam všech uživatelů Boeingu 787.
| Letecká společnost        | Země                  | První komerční let | 787-8 | 787-9 | 787-10 | Poznámky              |
| ------------------------- | --------------------- | ------------------ | ----- | ----- | ------ | --------------------- |
| Aeromexico                | Mexiko                | 24. září 2013      | 8     | 10    |        |                       |
| Air Austral               | Reunion               | 10. června 2016    | 2     |       |        |                       |
| Air Canada                | Kanada                | 23. května 2014    | 8     | 29    |        |                       |
| Air China                 | Čína                  | 26. května 2016    |       | 14    |        |                       |
| Air Europa                | Španělsko             | 1. dubna 2016      | 8     | 10    |        |                       |
| Air France                | Francie               | 9. ledna 2017      |       | 10    |        |                       |
| Air India                 | Indie                 | 19. září 2012      | 27    |       |        |                       |
| Air New Zealand           | Nový Zéland           | 9. srpna 2014      |       | 14    |        | První zákazník 787-9  |
| Air Tahiti Nui            | Francouzská Polynésie | 1. listopadu 2018  |       | 4     |        |                       |
| Air Tanzania              | Tanzanie              | 29. července 2018  | 2     |       |        |                       |
| All Nippon Airways        | Japonsko              | 26. října 2011     | 36    | 39    | 2      | První zákazník 787-8  |
| American Airlines         | USA                   | 7. května 2015     | 24    | 22    |        |                       |
| Austrian Airlines         | Rakousko              | 14. května 2024    |       | 2     |        |                       |
| Avianca                   | Kolumbie              | 16. ledna 2015     | 13    | 1     |        |                       |
| Azerbaijan Airlines       | Ázerbájdžán           | 1. března 2015     | 2     |       |        |                       |
| Bamboo Airways            | Vietnam               | 1. ledna 2020      |       | 3     |        |                       |
| Biman Bangladesh Airlines | Bangladéš             | 5. září 2018       | 4     | 2     |        |                       |
| British Airways           | Velká Británie        | 9. srpna 2013      | 12    | 18    | 2      |                       |
| China Eastern Airlines    | Čína                  | 1. listopadu 2018  |       |       |        |                       |
| China Southern Airlines   | Čína                  | 7. června 2013     | 10    | 17    |        |                       |
| EgyptAir                  | Egypt                 | únor 2019[zdroj?]  |       | 6     |        |                       |
| El Al                     | Izrael                | 23. srpna 2017     | 3     | 12    |        |                       |
| Etiopian Airlines         | Etiopie               | 16. srpna 2012     | 19    | 8     |        |                       |
| Etihad Airways            | UAE                   | 1. února 2015      |       | 32    | 30     |                       |
| Eva Air                   | Tchaj-wan             | 1. listopadu 2018  |       | 4     | 6      |                       |
| Gulf Air                  | Bahrajn               | 15. června 2018    |       | 7     |        |                       |
| Hainan Airlines           | Čína                  | 8. července 2013   | 10    | 28    |        |                       |
| Japan Airlines            | Japonsko              | 22. dubna 2012     | 27    | 22    |        |                       |
| Jetstar                   | Austrálie             | 13. listopadu 2013 | 11    |       |        |                       |
| Juneyao Airlines          | Čína                  | 25. října 2018     |       | 6     |        |                       |
| Kenya Airways             | Keňa                  | 4. června 2014     | 9     |       |        |                       |
| KLM                       | Nizozemsko            | 23. listopadu 2015 |       | 13    | 5      |                       |
| Korean Air                | Jižní Korea           | 7. března 2017     |       | 10    |        |                       |
| LATAM Brasil              | Brazílie              | 21. září 2021      |       | 1     |        |                       |
| LATAM Chile               | Chile                 | 5. května 2016     | 10    | 14    |        |                       |
| LOT                       | Polsko                | 14. prosince 2012  | 8     | 7     |        |                       |
| Lufthansa                 | Německo               | 19. října 2022     |       | 5     |        |                       |
| Neos                      | Itálie                | 25. prosince 2017  |       | 6     |        |                       |
| Oman Air                  | Omán                  | 17. října 2015     | 2     | 7     |        |                       |
| Quantas                   | Austrálie             | 25. prosince 2017  |       | 11    |        |                       |
| Qatar Airways             | Katar                 | 20. listopadu 2012 | 30    | 7     |        |                       |
| Royal Air Maroc           | Maroko                | 20. ledna 2015     | 5     | 4     |        |                       |
| Royal Brunei Airlines     | Brunej                | 18. října 2013     | 5     |       |        |                       |
| Royal Jordanian           | Jordánsko             | 1. září 2014       | 7     |       |        |                       |
| Saudia                    | Saúdská Arábie        | 11. března 2016    |       | 13    | 5      |                       |
| Scoot                     | Singapur              | 5. února 2015      | 10    | 10    |        |                       |
| Shangai Airlines          | Čína                  | 1. října 2018      |       | 7     |        |                       |
| Singapore Airlines        | Singapur              | 3. května 2018     |       |       | 15     | První zákazník 787-10 |
| Thai Airways              | Thajsko               | 25. července 2014  | 6     | 2     |        |                       |
| TUI Airways               | Velká Británie        | 8. července 2013   | 8     | 5     |        |                       |
| TUI fly Belgium           | Belgie                | 19. října 2016     | 2     |       |        |                       |
| Turkish Airlines          | Turecko               | 8. červen 2019     |       | 15    |        |                       |
| United Airlines           | USA                   | 4. listopadu       | 12    | 38    | 13     |                       |
| Uzbekistan Airways        | Uzbekistán            | 5. září 2016       | 7     |       |        |                       |
| Vietnam Airlines          | Vietnam               | 4. srpna 2015      |       | 11    | 4      |                       |
| Virgin Atlantic           | Velká Británie        | 28. října 2014     |       | 17    |        |                       |
| Vistara                   | Indie                 | 29. února 2020     |       | 2     |        |                       |
| WestJet                   | Kanada                | 28. dubna 2019     |       | 6     |        |                       |
| Xiamen                    | Čína                  | 3. září 2014       | 6     | 6     |        |                       |
| ZIPAIR Tokio              | Japonsko              | 16. října 2020     | 3     |       |        |                       |

### Dodávky a objednávky
V září 2011 byl první Boeing 787 oficiálně dodán prvnímu zákazníkovi All Nippon Airways. K září 2016 patřili mezi tři top zákazníky modelu 787: All Nippon Airways s 83 objednávkami (36 -8, 44 -9 a tři -10), ILFC (letecká leasingová společnost) s celkovými objednávkami 74 Boeingů 787 (26 -8 a 48 -9) a Etihad Airways se 71 objednávkami (41 -9 a 30 -10). K červnu 2025 bylo dodáno 1189 letadel.
Objednávky a dodávky Boeingu 787:

Objednávky a dodávky k září 2016

## Nehody a incidenty

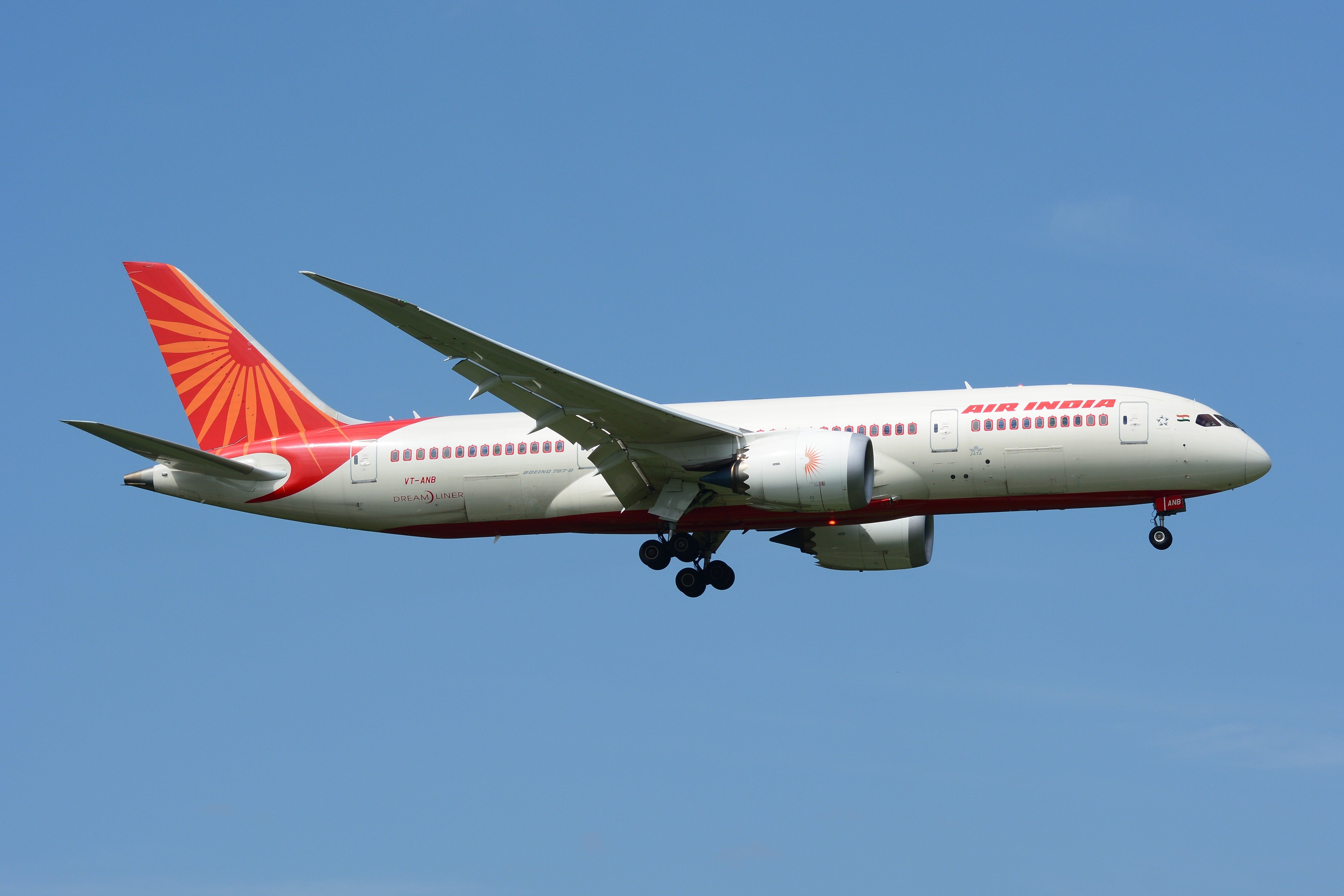
Boeing 787-8 (registrace VT-ANB) v červnu 2025 havaroval při startu z letiště v Ahmadábádu

Od zařazení do provozu v roce 2011 do června 2025 došlo ke ztrátě jednoho letounu Boeing 787.
Dne 12. června 2025 krátce po vzletu z letiště v Ahmadábádu havaroval Boeing 787-8 registrace VT-ANB při letu Air India 171 na letiště Londýn-Gatwick. Z 242 osob na palubě havárii přežil pouze 1 člověk. Letoun byl v době nehody starý 11 let.

## Provozní problémy
Podle původního harmonogramu měla první B 787 dostat společnost All Nippon Airways v květnu 2008, ale kvůli problémům při výrobě byl v dubnu 2008 oznámen už čtvrtý odklad dodání prvního stroje, tentokrát na třetí čtvrtletí 2009. Zároveň byl odložen první let typu na poslední čtvrtletí 2008. První let se nakonec uskutečnil o více než rok později, 15. prosince 2009. Některé letecké společnosti (Qantas se sídlem v Austrálii) kvůli tomu zrušily objednávky na typ 787-8, mají však objednaný typ 787-9.
V prosinci 2012 generální ředitel společnosti Boeing James McNerney uvedl, že problémy nebyly větší než ty, které provázely zavádění ostatních modelů, jako například Boeing 777.
Český charterový dopravce Travel Service zrušil objednávku na 787-8, který plánoval využívat pro dlouhé tratě do exotických destinací, ale v souvislosti s jeho orientací na krátké a středně dlouhé lety objednal tři letouny typu Boeing 737 MAX 8, které by patřily přímo společnosti. Na začátku srpna 2014 Travel Service započal jednání o pořízení dalších pěti letadel Boeing 737 MAX 8 (z těchto letounů společnost do budoucna plánuje vytvořit základ své flotily), avšak přes leasingovou agenturu.

### Problémy s bateriemi

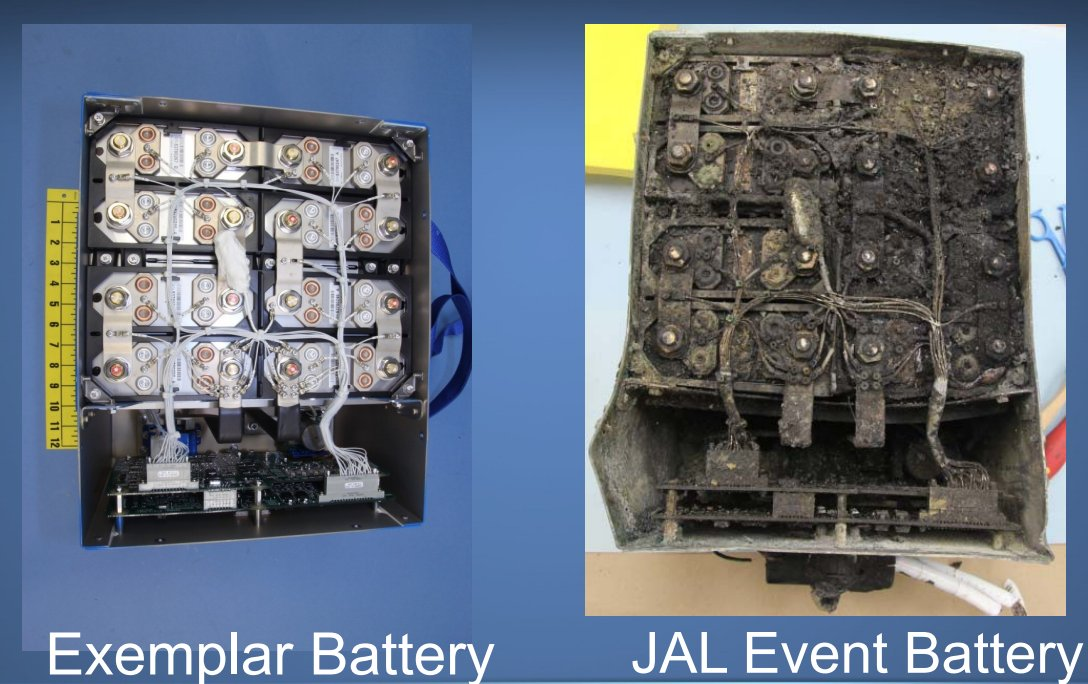
Porovnání baterií Boeing 787 od Japan Airlines 787; vlevo: původní baterie. vpravo: poškozená baterie.

Americký Federální úřad pro letectví v polovině ledna 2013 po sérii incidentů s poruchou baterií zakázal provoz všech asi 50 letounů Boeing 787, které už ve světě létaly. V dubnu téhož roku úřad schválil nový systém ochrany baterií před vznícením, což byl zásadní krok k tomu, aby se Dreamliner mohl vrátit k letům s cestujícími. Boeing sice nepřišel na to, co sérii poruch lithium-iontových baterií způsobilo, ale tvrdí, že díky jejich lepší ochraně už nebezpečí jejich vznícení nehrozí.

### Vrácení norským dopravcem
V září 2013 norská nízkonákladová letecká společnost Norwegian Air Shuttle vrátila Dreamliner výrobci s odůvodněním, že "spolehlivost tohoto letadla je prostě nepřijatelná. Naši cestující se s něčím takovým nemohou spokojit". Po opravě se stroj vrátil do služeb Norwegian Long Haul. K srpnu 2014 společnost Norwegian Long Haul provozovala 7 letounů Boeing 787-8, objednaných měla 5 letounů 787-8 a 8 letounů 787-9.

## Specifikace

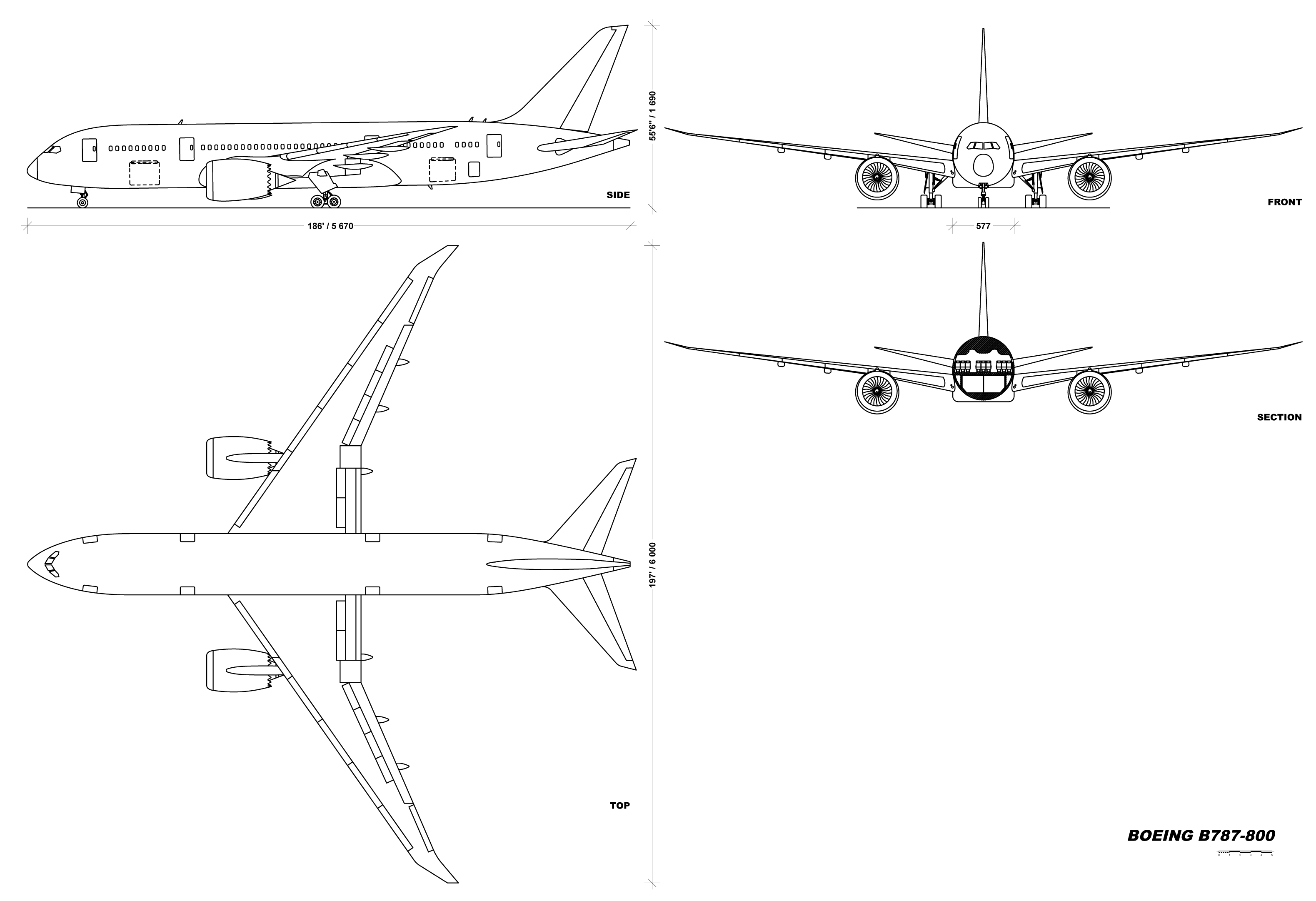
Schéma Boeingu 787-8

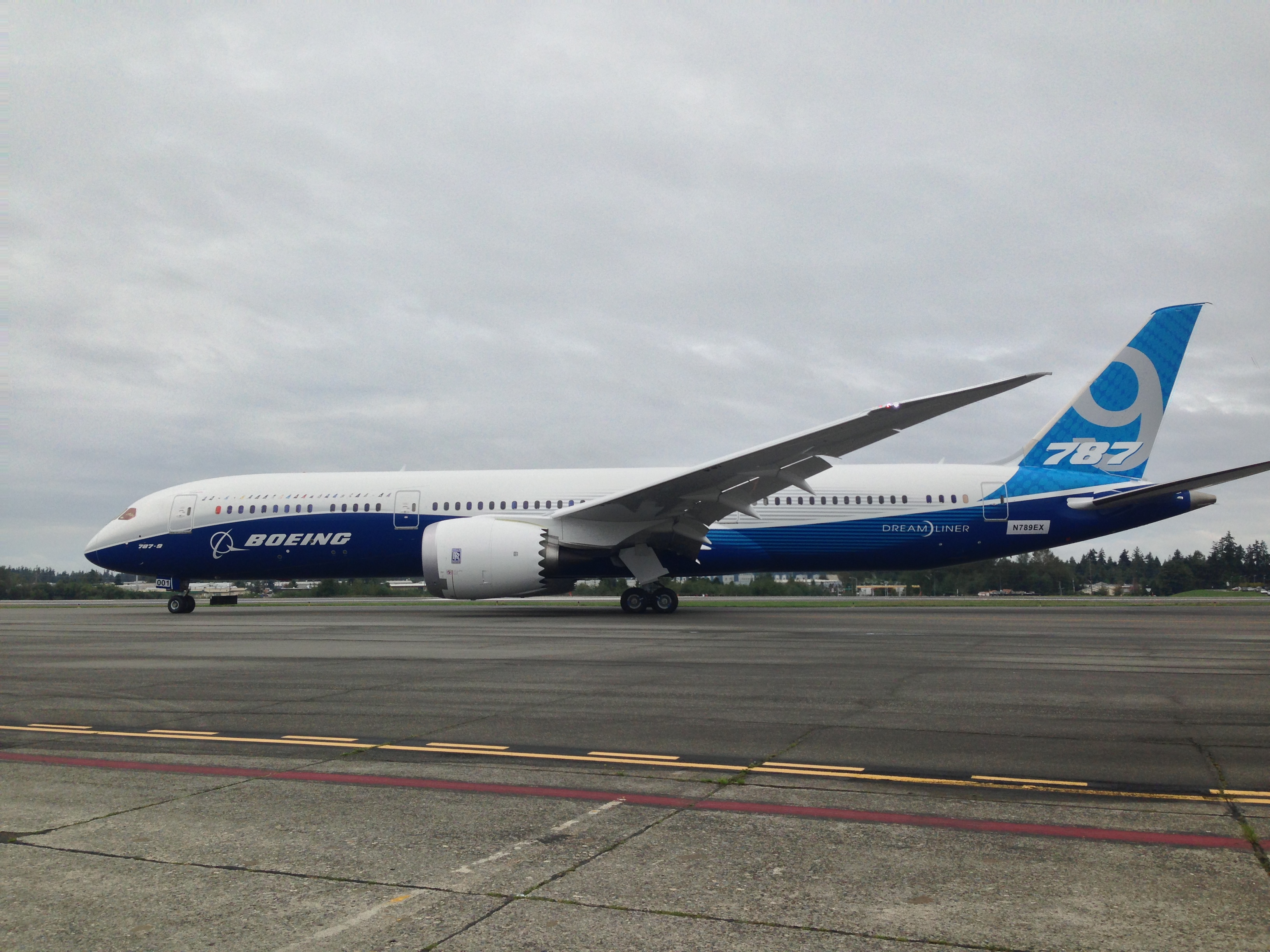
Boeing 787-9 na svém prvním letu

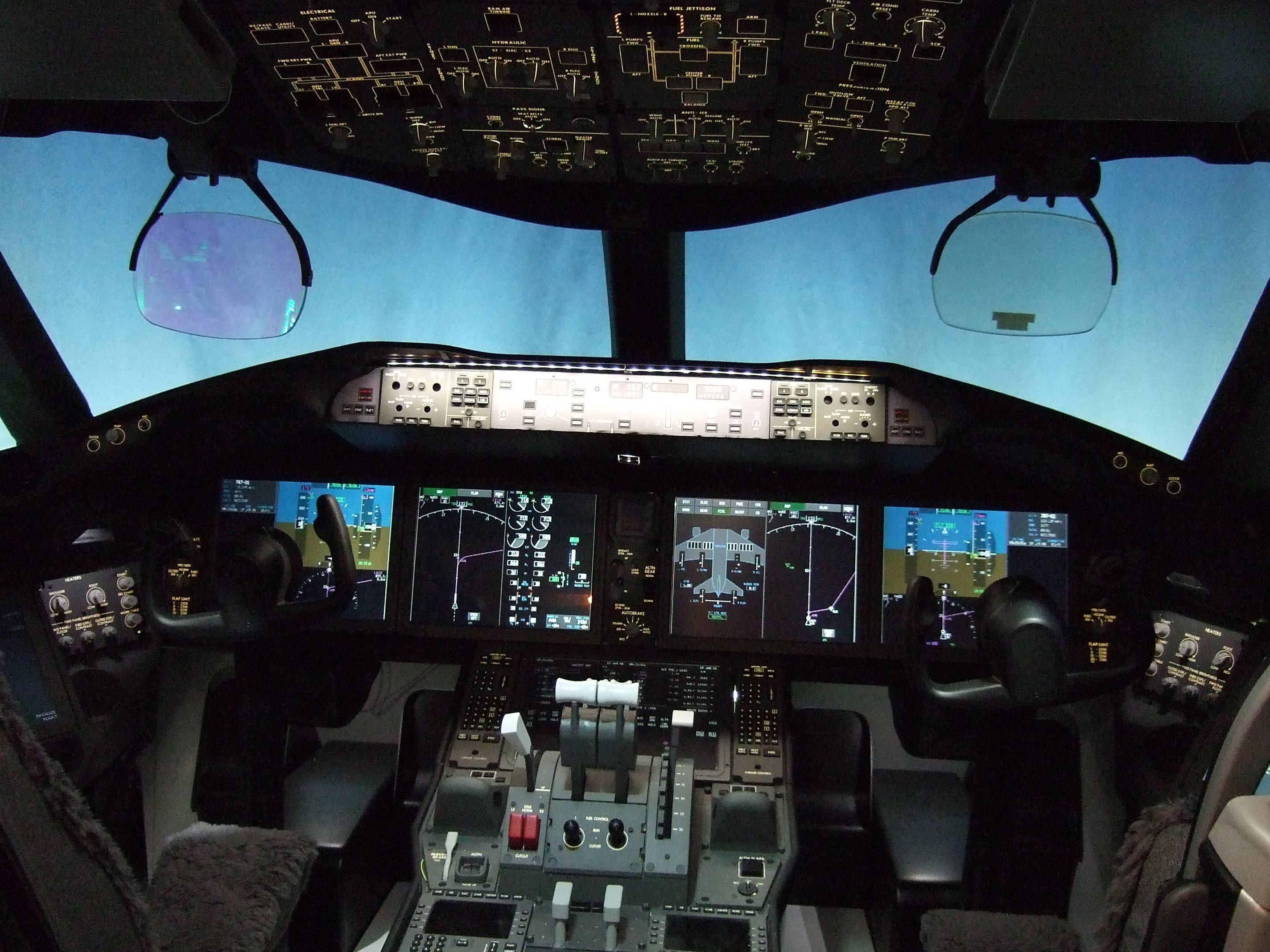
Kokpit Boeingu 787

| Model                           | 787-8                                                                  | 787-9                                                                  | 787-10                                                                 |
| ------------------------------- | ---------------------------------------------------------------------- | ---------------------------------------------------------------------- | ---------------------------------------------------------------------- |
| Posádka kabiny                  | Dva                                                                    | Dva                                                                    | Dva                                                                    |
| Cestujících                     | 210–250                                                                | 250–290                                                                | 310–330                                                                |
| Délka                           | 57 m                                                                   | 63 m                                                                   | 68 m                                                                   |
| Rozpětí křídel                  | 60,1 m                                                                 | 60,1 m                                                                 | 60,1 m                                                                 |
| Úhel trup–křídlo                | 32,2°                                                                  | 32,2°                                                                  | 32,2°                                                                  |
| Výška                           | 17,2 m                                                                 | 17,2 m                                                                 | 17,2 m                                                                 |
| Výška trupu                     | 5,91 m (19'5")                                                         | 5,91 m (19'5")                                                         | 5,91 m (19'5")                                                         |
| Šířka trupu                     | 5,75 m (18'11")                                                        | 5,75 m (18'11")                                                        | 5,75 m (18'11")                                                        |
| Šířka kabiny                    | 5,49 m (18')                                                           | 5,49 m (18')                                                           | 5,49 m (18')                                                           |
| Objem nákladu                   | 124,6 m³, 4400 ft³, 28 LD3                                             | 152,9 m³, 5400 ft³, 36 LD3                                             |                                                                        |
| Hmotnost bez nákladu            | 109,7694 t                                                             | 115,2125 t                                                             |                                                                        |
| Maximální vzletová hmotnost     | 219,5387 t                                                             | 244,9399 t                                                             | 254,011 t                                                              |
| Letová rychlost                 | Mach 0,85 (903 km/h, 561 mph, 487 uzlů, ve výšce 40 000 stop/12 192 m) | Mach 0,85 (903 km/h, 561 mph, 487 uzlů, ve výšce 40 000 stop/12 192 m) | Mach 0,85 (903 km/h, 561 mph, 487 uzlů, ve výšce 40 000 stop/12 192 m) |
| Maximální letová rychlost       | Mach 0,89 (945 km/h, 587 mph, 510 uzlů, ve výšce 40 000 stop/12 192 m) | Mach 0,89 (945 km/h, 587 mph, 510 uzlů, ve výšce 40 000 stop/12 192 m) | Mach 0,89 (945 km/h, 587 mph, 510 uzlů, ve výšce 40 000 stop/12 192 m) |
| Dolet                           | 14 200 – 15 200 km                                                     | 14 800 – 15 750 km                                                     | 11 900 km                                                              |
| Maximální objem palivové nádrže | 126 917 l                                                              | 138 898 l                                                              | 138 898 l                                                              |
| Praktický dostup                | 13 100 m                                                               | 13 100 m                                                               | 13 100 m                                                               |
| Motory (2×)                     | General Electric GEnx nebo Rolls-Royce Trent 1000                      | General Electric GEnx nebo Rolls-Royce Trent 1000                      | General Electric GEnx nebo Rolls-Royce Trent 1000                      |
| Maximální tah motoru            | 284,7 kN                                                               | 311,4 kN                                                               | 340 kN                                                                 |